# フルート協奏曲第2番 (バーディングス)
フルートとウィンド・シンフォニー・オーケストラのための協奏曲(Concerto for Flute and Wind Symphony Orchestra) は、ヘンク・バーディングスが作曲したフルート協奏曲。1956年に作曲された「フルートと管弦楽のための協奏曲」に続く作品として「フルート協奏曲第2番」とも呼ばれる。

## 概説
アメリカン・ウィンド・シンフォニー・オーケストラの指揮者ロバート・オースティン・ブードローの委嘱で、1963年に作曲された。そのため、伴奏は三管編成のオーケストラの管打楽器セクションに基づく吹奏楽編成となっている。
初演はジャン＝ピエール・ランパルを独奏に迎えて行なわれた。
演奏時間は約13分。スコアはペータースから出版（演奏用のパート譜は同社からレンタルで提供）されており、ペータース・ニューヨークの創設者ヴァルター・ヒンリクセン（Walter Hinrichsen）を偲んで献呈されている。

## 編成
| 木管   | 木管       | 金管  | 金管  | 打    | 打        | 弦    | 弦    |
| ------ | ---------- | ----- | ----- | ----- | --------- | ----- | ----- |
| Fl.    | Solo, 3    | Hr.   | 4     | Timp. | ●         | Vn.1  |       |
| Ob.    | 2, C.A. 1  | Trp.  | 4     | 他    | 3 players | Vn.2  |       |
| Cl.    | 2, Bass 1  | Trb.  | 3     | 他    | 3 players | Va.   |       |
| Fg.    | 2, C.Fg. 1 | Tub.  | 1     | 他    | 3 players | Vc.   |       |
| 他     |            | 他    |       | 他    | 3 players | Cb.   |       |
| その他 | その他     | Piano | Piano | Piano | Piano     | Piano | Piano |

## 構成
急-緩-急の3つの部分からなる。
1. アレグロ
2. アダージョ
3. ヴィヴァーチェ